# Avrillé (Vendée)
Pour les articles homonymes, voir Avrillé.
Avrillé (prononcé [avʁije]   est une commune française, située dans le département de la Vendée en région Pays de la Loire.

## Géographie
Avrillé est une commune de Vendée proche du Golfe de Gascogne sur l'Océan Atlantique, située à vol d'oiseau à 9 km au nord-est du littoral à Jard-sur-Mer, 21 km à l'ouest des Sables-d'Olonne, 23 km au sud de La Roche-sur-Yon, 78 km à l'est de Niort et 44 km au nord-ouest- de La Rochelle.
Elle se trouve dans la zone d'emploi des Sables d'Olonne et le bassin de vie de Talmont-Saint-Hilaire.

### Communes limitrophes
Les communes limitrophes sont Le Bernard, Longeville-sur-Mer, Poiroux, Saint-Avaugourd-des-Landes et Saint-Hilaire-la-Forêt.
| Poiroux                |                    | Saint-Avaugourd-des-Landes |
|                        | Avrillé            |                            |
| Saint-Hilaire-la-Forêt | Longeville-sur-Mer | Le Bernard                 |

### Géologie et relief
Le territoire communal d’Avrillé s’étend sur 2 555 hectares. L’altitude moyenne de la commune est de 39 mètres, avec des niveaux fluctuant entre 2 et 64 mètres,.

### Hydrographie

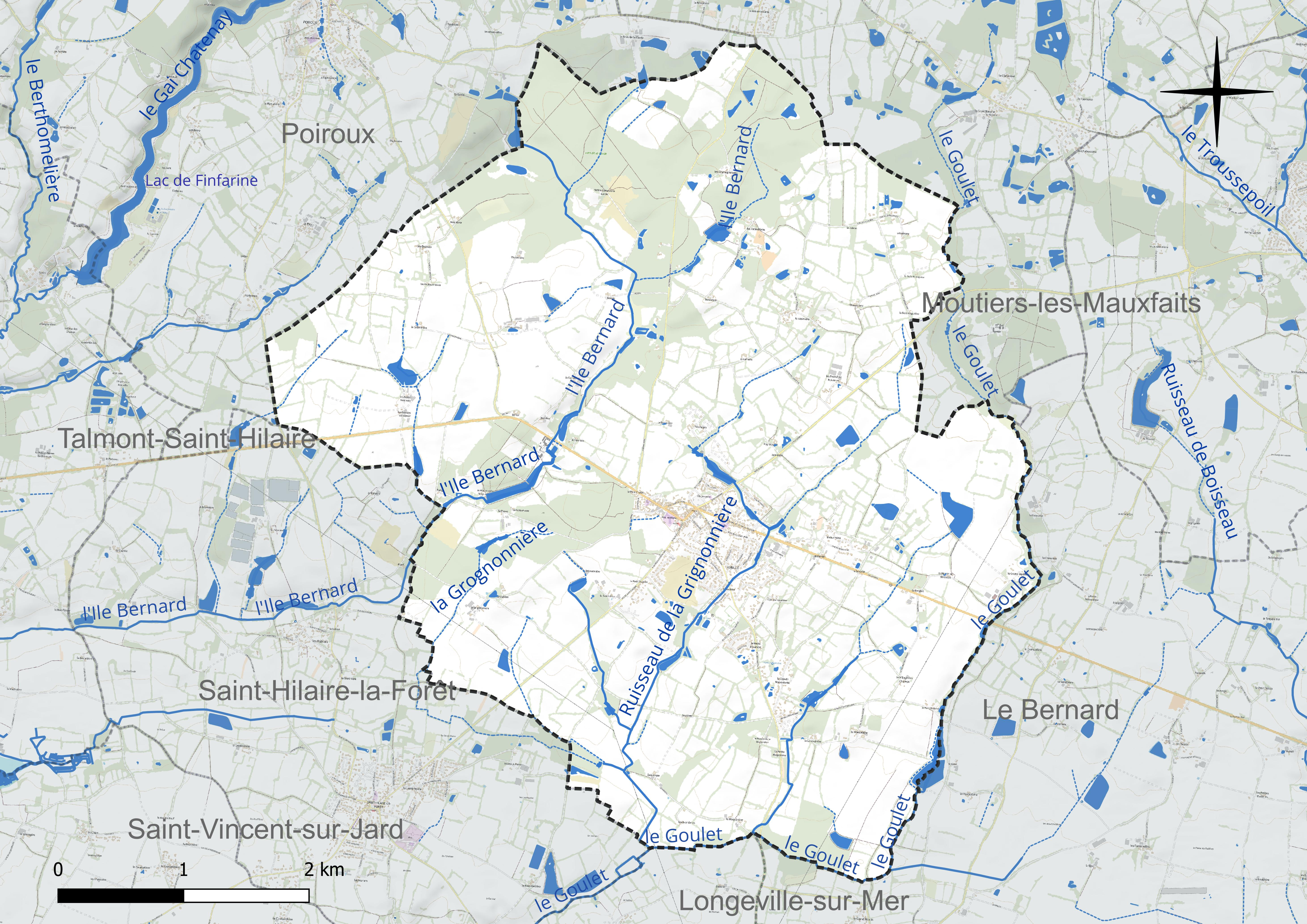
Carte hydrographique de la commune.

La commune est drainée par plusieurs cours d'eau, dont l'Ile Bernard, le ruisseau de Grignonnière et le Goulet.

### Climat
Pour des articles plus généraux, voir Climat des Pays de la Loire et Climat de la Vendée.
En 2010, le climat de la commune est de type climat océanique franc, selon une étude du CNRS s'appuyant sur une série de données couvrant la période 1971-2000. En 2020, Météo-France publie une typologie des climats de la France métropolitaine dans laquelle la commune est exposée à un climat océanique et est dans la région climatique Bretagne orientale et méridionale, Pays nantais, Vendée, caractérisée par une faible pluviométrie en été et une bonne insolation.
Pour la période 1971-2000, la température annuelle moyenne est de 12,4 °C, avec une amplitude thermique annuelle de 13,3 °C. Le cumul annuel moyen de précipitations est de 812 mm, avec 12,3 jours de précipitations en janvier et 6,3 jours en juillet. Pour la période 1991-2020, la température moyenne annuelle observée sur la station météorologique de Météo-France la plus proche, sur la commune d'Angles à 10 km à vol d'oiseau, est de 13,2 °C et le cumul annuel moyen de précipitations est de 869,3 mm,. Pour l'avenir, les paramètres climatiques de la commune estimés pour 2050 selon différents scénarios d'émission de gaz à effet de serre sont consultables sur un site dédié publié par Météo-France en novembre 2022.

## Urbanisme

### Typologie
Au 1er janvier 2024, Avrillé est catégorisée bourg rural, selon la nouvelle grille communale de densité à sept niveaux définie par l'Insee en 2022.
Elle est située hors unité urbaine et hors attraction des villes,.

### Occupation des sols

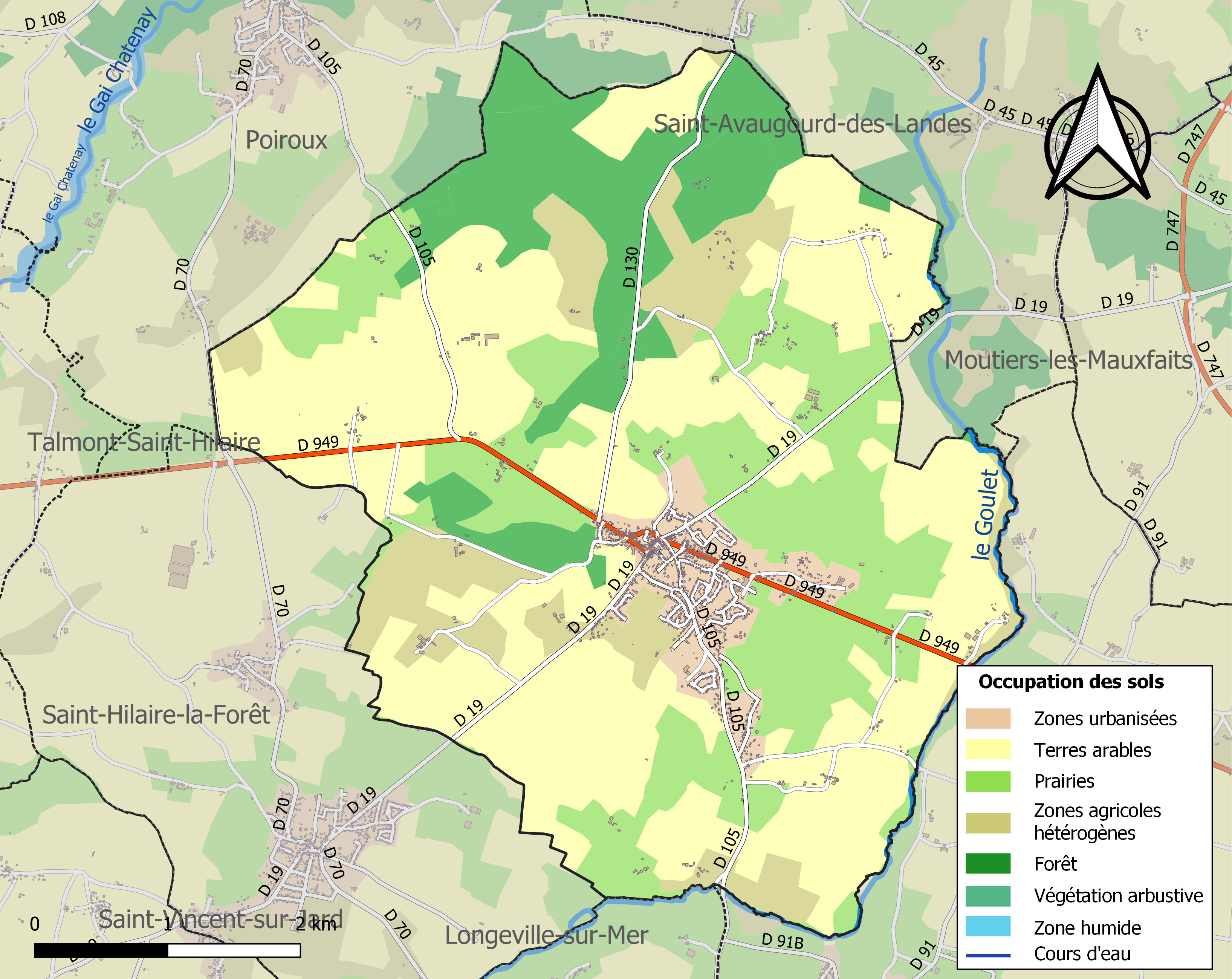
Carte des infrastructures et de l'occupation des sols de la commune en 2018 (CLC).

L'occupation des sols de la commune, telle qu'elle ressort de la base de données européenne d’occupation biophysique des sols Corine Land Cover (CLC), est marquée par l'importance des territoires agricoles (80 % en 2018), en diminution par rapport à 1990 (87,2 %). La répartition détaillée en 2018 est la suivante : 
terres arables (46,1 %), prairies (23,2 %), forêts (14,2 %), zones agricoles hétérogènes (10,7 %), zones urbanisées (5,8 %). L'évolution de l’occupation des sols de la commune et de ses infrastructures peut être observée sur les différentes représentations cartographiques du territoire : la carte de Cassini (XVIIIe siècle), la carte d'état-major (1820-1866) et les cartes ou photos aériennes de l'IGN pour la période actuelle (1950 à aujourd'hui).

### Habitat et logement
En 2020, le nombre total de logements dans la commune était de 930, alors qu'il était de 861 en 2015 et de 841 en 2010.
Parmi ces logements, 71,3 % étaient des résidences principales, 25,3 % des résidences secondaires et 3,4 % des logements vacants. Ces logements étaient pour 98,2 % d'entre eux des maisons individuelles et pour 1,5 % des appartements.
Le tableau ci-dessous présente la typologie des logements à Avrillé en 2020 en comparaison avec celle de la Vendée et de la France entière. Une caractéristique marquante du parc de logements est ainsi une proportion de résidences secondaires et logements occasionnels (25,3 %) supérieure à celle du département (23,8 %) et à celle de la France entière (9,7 %).
| Typologie                                               | Avrillé | Vendée | France entière |
| ------------------------------------------------------- | ------- | ------ | -------------- |
| Résidences principales (en %)                           | 71,3    | 71,1   | 82,1           |
| Résidences secondaires et logements occasionnels (en %) | 25,3    | 23,8   | 9,7            |
| Logements vacants (en %)                                | 3,4     | 5      | 8,2            |

### Voies de communication et transports
La commune est desservie par le tracé initial de la RN 149 (actuelle RD 949) qui relie Les Sables-d'Olonne à Fontenay-le-Comte.

### Énergie
L’ancienne décharge d’Avrillé, utilisée jusqu’en 1994 pour recevoir les ordures ménagères du Talmondais, est réaménagée pour devenir en 2017 une des centrales photovoltaïques du Sydev. Comptant 11 640 modules sur une emprise totale de sur 5,68 ha, sa production totale annuelle est estimée à plus de 3 000 MWh.

## Toponymie
La commune est dénommée Avrllàe en poitevin.

## Histoire

### Préhistoire
De l'époque néolithique, il subsiste encore neuf mégalithes, dont le plus célèbre, le menhir du Camp de César, est accessible au public et se trouve dans le parc de la Mairie. C'est le plus gros menhir de Vendée, avec un poids estimé de 85 tonnes pour une hauteur hors sol de 7,20 m. Il s'agit d'un bloc de granite dont la face plane, ou lit de carrière, est orientée à l'est.

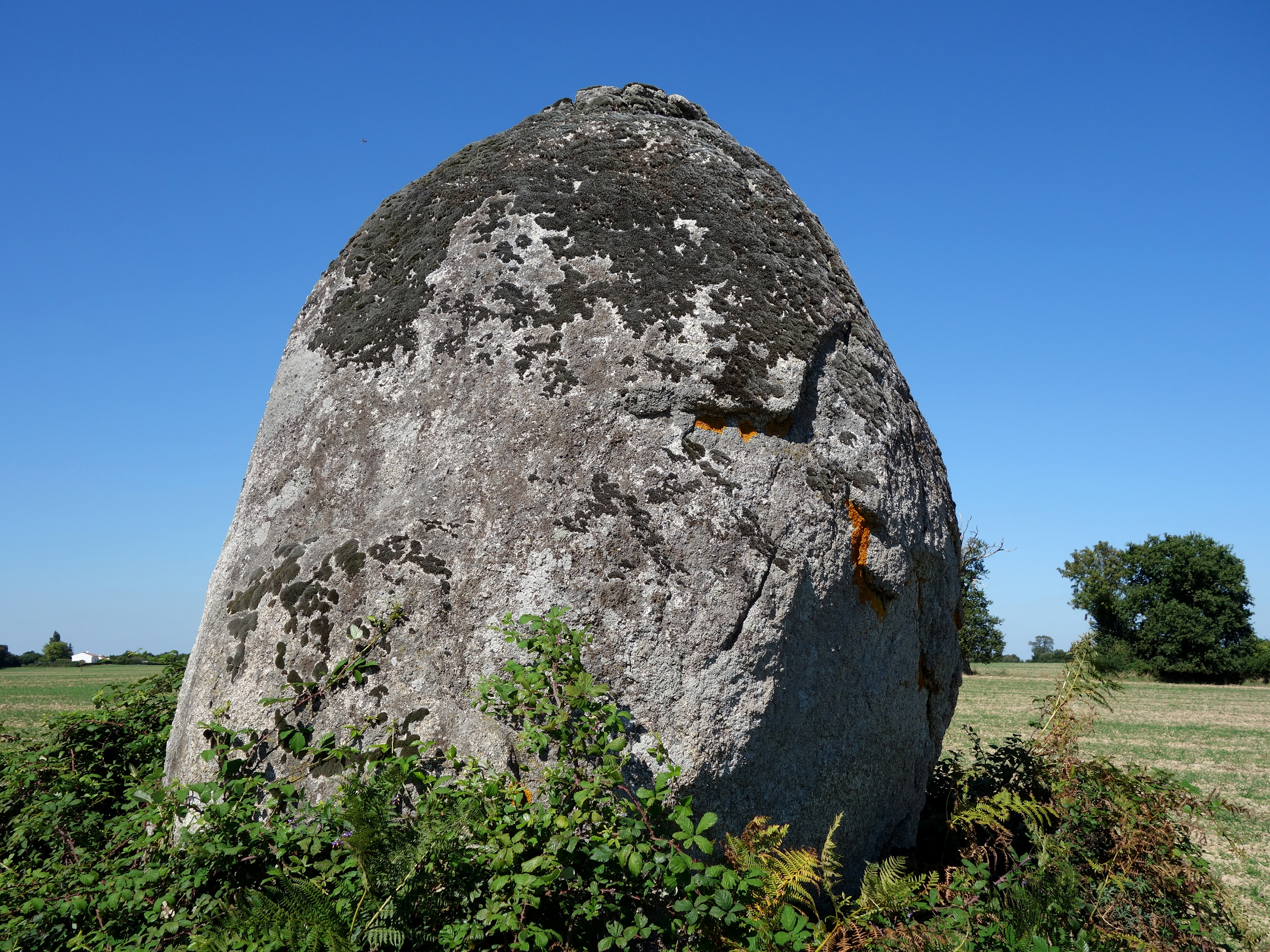
Le menhir de Beaulieu près d'Avrillé

Un autre menhir remarquable est à voir dans un grand champ à 2 km au nord-ouest d'Avrillé : le grand menhir de Beaulieu qui présente un profil étonnant et que l'on surnomme aussi le « menhir-éléphant ».
D'autres menhirs sont également visibles, face à la ferme de La Pierre, où trois blocs dont deux ont été redressés forment l'alignement de la Petite Pierre. Cet ensemble et ceux de l'alignement existant dans le parc du château de la Guignardière ont été étudiés par Gérard Bénéteau.
Une fouille réalisée en 2012 par Nicolas Fromont de l'Inrap à Avrillé en Vendée a permis d'explorer sur plus d'un hectare une enceinte à fossé interrompu du Néolithique ﬁnal. Le barrage, constitué de segments de fossés ouverts et d'un probable talus palissadé, ferme un espace de 3 ou 4 hectares au niveau de la conﬂuence de deux ruisseaux. Dans cet espace ont été rencontrés des fosses d'implantation de poteaux, deux enclos circulaires, des structures de combustion. L'étude de ces aménagements et celle du mobilier qui en provient ne font que commencer, les résultats présentés sont donc susceptibles d'être révisés. Le mobilier céramique renferme des éléments se rapportant à l'Artenac, au type de Kerugou et au Groh-Collé.
À l'intérieur de l’enceinte, de nombreux trous de poteaux s'organisent sous la forme d'une série de 12 à 19 bâtiments. Les plans les plus lisibles sont sur 6 ou 8 poteaux, de formes rectangulaires, légèrement trapézoïdales ou naviformes et globalement orientés NNE-SSO. Ils mesurent entre 8,6 à 15 m de long pour 3,1 à 8 m de large, couvrant des surfaces allant de 27 à 60 m2. Les fosses d'implantations sont généralement de petites dimensions, conservées en moyenne sur une vingtaine de centimètres de profondeur. La proximité ou la superposition entre certains bâtiments montre qu'ils ne sont pas tous contemporains. Ils semblent régulièrement reconstruits au cours de l'occupation de l'enceinte. Un seul plan est circulaire, malheureusement sa datation ne peut être précisée[réf. nécessaire].

## Politique et administration

### Rattachements administratifs et électoraux

#### Rattachements administratifs
La commune se trouve dans l'arrondissement des Sables-d'Olonne du département de la Vendée
Elle faisait partie depuis 1793 du canton de Talmont-Saint-Hilaire. Dans le cadre du redécoupage cantonal de 2014 en France, cette circonscription administrative territoriale a disparu, et le canton n'est plus qu'une circonscription électorale.

#### Rattachements électoraux
Pour les élections départementales, la commune fait partie depuis 2014 d'un nouveau canton de Talmont-Saint-Hilaire porté de 9 à 23 communes.
Pour l'élection des députés, elle fait partie de la deuxième circonscription de la Vendée.

### Intercommunalité
Avrillé était membre de la communauté de communes du Talmondais, un établissement public de coopération intercommunale (EPCI) à fiscalité propre créé en 2003 et auquel la commune avait transféré un certain nombre de ses compétences, dans les conditions déterminées par le code général des collectivités territoriales.
Dans le cadre des dispositions de la loi portant nouvelle organisation territoriale de la République du 7 août 2015, qui prévoit que les établissements publics de coopération intercommunale (EPCI) à fiscalité propre doivent avoir un minimum de 15 000 habitants, cette intercommunalité a fusionné avec sa voisine pour former, le 1er janvier 2017, la communauté de communes dénommée Vendée-Grand-Littoral, dont est désormais membre la commune

### Liste des maires
| Période                                  | Période                       | Identité              | Étiquette    | Qualité |
| ---------------------------------------- | ----------------------------- | --------------------- | ------------ | --- |
| Les données manquantes sont à compléter. |                               |                       |              | |
| ?                                        | ?                             | M. de Fouquet         |              | |
| ca. 1964                                 |                               | Léon Gillaizeau       |              | Exploitant agricole |
| ?                                        | mars 1971                     | M. Eveno              |              | |
| mars 1971                                | avril 1981                    | Pierre Gênais         |              | Décédé en fonction |
| mai 1981                                 | mars 1983                     | Jean-Claude Chartoire | RPR          | Pharmacien |
| mars 1983                                | mars 1989                     | Octave Fort           |              | Inspecteur général d'assurance retraité |
| mars 1989                                | mars 2008                     | Jean-Claude Chartoire | RPR puis UMP | Pharmacien Conseiller régional des Pays de la Loire (1992 → 2010) 8e vice-président du conseil régional (1998 → 2004) Chevalier de l'Ordre national du Mérite  |
| mars 2008                                | mars 2014                     | Virginie Piveteau     |              | Clerc de notaire Vice-présidente de la CC du Talmondais |
| mars 2014                                | avril 2024,                   | Françoise Fontenaille | Modem        | Cadre retraitée du secteur social Conseillère régionale des Pays-de-la-Loire (2021 → ) Mandat écourté par la démission d'une partie des conseillers municipaux |
| avril 2023,                              | En cours (au 27 février 2024) | Sylvie Verdon         |              | Agricultrice et comptable |

## Équipements et services publics
Marché hebdomadaire les jeudis matin.

### Enseignement
Les enfants de la commune sont scolarisés à l'école publique Jean de la Fontaine ou à l'école privée Saint-Domnin.

## Population et société

### Démographie
Les habitants sont nommés les Avrillais.

#### Évolution démographique
L'évolution du nombre d'habitants est connue à travers les recensements de la population effectués dans la commune depuis 1793. Pour les communes de moins de 10 000 habitants, une enquête de recensement portant sur toute la population est réalisée tous les cinq ans, les populations de référence des années intermédiaires étant quant à elles estimées par interpolation ou extrapolation. Pour la commune, le premier recensement exhaustif entrant dans le cadre du nouveau dispositif a été réalisé en 2005.

En 2022, la commune comptait 1 408 habitants, en évolution de +0,57 % par rapport à 2016 (Vendée : +5,33 %, France hors Mayotte : +2,11 %).
| 1793 | 1800 | 1806 | 1821 | 1831 | 1836 | 1841 | 1846 | 1851  |
| ---- | ---- | ---- | ---- | ---- | ---- | ---- | ---- | ----- |
| 600  | 680  | 640  | 711  | 889  | 941  | 965  | 984  | 1 025 |

| 1856 | 1861 | 1866  | 1872  | 1876  | 1881  | 1886  | 1891  | 1896  |
| ---- | ---- | ----- | ----- | ----- | ----- | ----- | ----- | ----- |
| 971  | 976  | 1 018 | 1 083 | 1 114 | 1 120 | 1 232 | 1 219 | 1 240 |

| 1901  | 1906  | 1911  | 1921  | 1926  | 1931 | 1936 | 1946 | 1954 |
| ----- | ----- | ----- | ----- | ----- | ---- | ---- | ---- | ---- |
| 1 250 | 1 246 | 1 155 | 1 037 | 1 043 | 987  | 926  | 951  | 884  |

| 1962 | 1968 | 1975 | 1982 | 1990  | 1999  | 2005  | 2006  | 2010  |
| ---- | ---- | ---- | ---- | ----- | ----- | ----- | ----- | ----- |
| 893  | 856  | 912  | 940  | 1 004 | 1 008 | 1 059 | 1 081 | 1 238 |

| 2015  | 2020  | 2022  | - | - | - | - | - | - |
| ----- | ----- | ----- | - | - | - | - | - | - |
| 1 374 | 1 424 | 1 408 | - | - | - | - | - | - |

#### Pyramide des âges
La population de la commune est relativement âgée.
En 2018, le taux de personnes d'un âge inférieur à 30 ans s'élève à 23,6 %, soit en dessous de la moyenne départementale (31,6 %). À l'inverse, le taux de personnes d'âge supérieur à 60 ans est de 42,1 % la même année, alors qu'il est de 31,0 % au niveau départemental.
En 2018, la commune comptait 696 hommes pour 725 femmes, soit un taux de 51,02 % de femmes, légèrement inférieur au taux départemental (51,16 %).
Les pyramides des âges de la commune et du département s'établissent comme suit.
| Hommes | Classe d’âge | Femmes |
| ------ | ------------ | ------ |
| 1,3    | 90 ou +      | 2,5    |
| 10,2   | 75-89 ans    | 13,2   |
| 29,5   | 60-74 ans    | 27,4   |
| 16,2   | 45-59 ans    | 18,0   |
| 17,8   | 30-44 ans    | 16,7   |
| 9,0    | 15-29 ans    | 8,4    |
| 16,0   | 0-14 ans     | 13,8   |

| Hommes | Classe d’âge | Femmes |
| ------ | ------------ | ------ |
| 0,8    | 90 ou +      | 2,2    |
| 8,7    | 75-89 ans    | 11,1   |
| 20,3   | 60-74 ans    | 21,3   |
| 20     | 45-59 ans    | 19,4   |
| 17,5   | 30-44 ans    | 16,8   |
| 15     | 15-29 ans    | 13,2   |
| 17,7   | 0-14 ans     | 16,1   |

## Culture locale et patrimoine

### Lieux et monuments
- Église Saint-Pierre

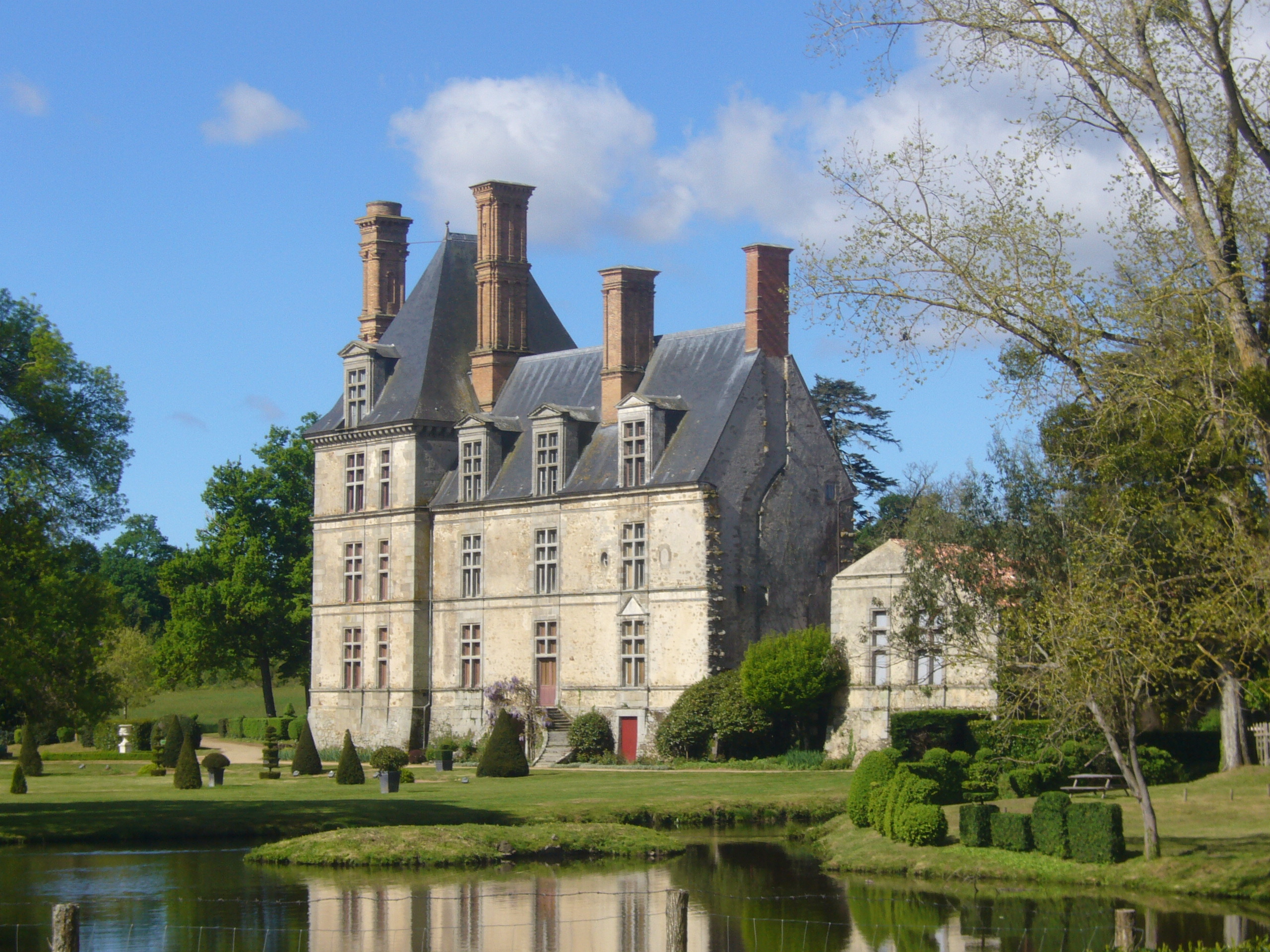
Le château de la Guignardière.

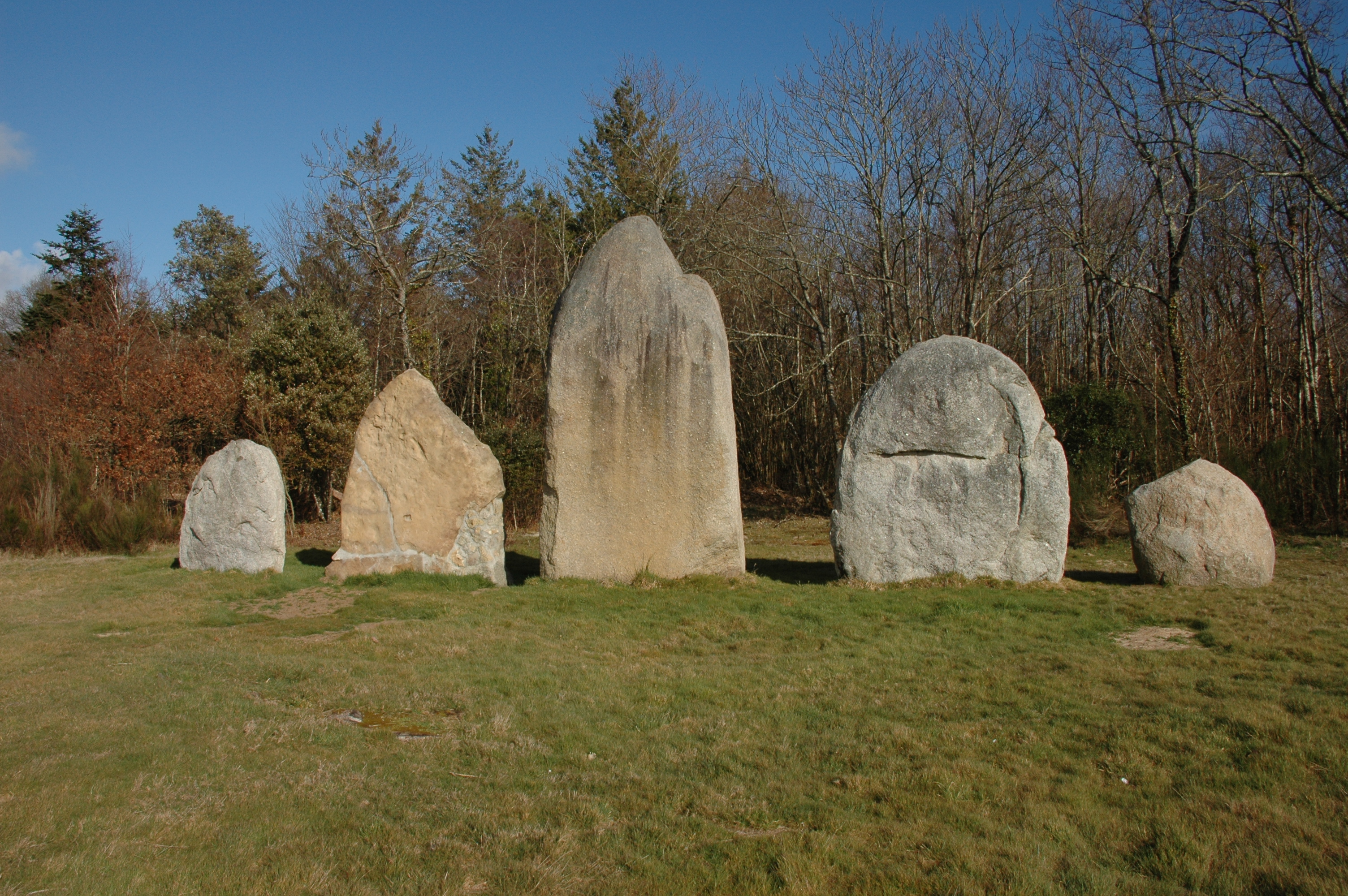
L'un des alignements du Bois de Fourgon.

- Château de la Guignardière,  Classé MH (1978, partiel)[31],[32], construit vers 1555 pour le panetier du roi Henri II, et constituant désormais le Château des Aventuriers[33],[34].

- La commune compte de nombreux sites mégalithiques[33], dont sept sont protégés aux monuments historiques :
  - Alignement de la Petite Pierre[35] (3 menhirs)
  - Alignements du Bois de Fourgon[36] (4 alignements)
  - Menhir de Beaulieu[37]
  - Menhir de la Boilière[38]
  - Menhir de Bourg-Jardin[39]
  - Menhir de la Fontaine Saint-Gré[40]
  - Menhirs de la Garnerie[41] (2 menhirs ; le plus petit des deux a disparu)
  - Menhir de Puy Durand
  - Enclos des Terriers
- Halles, de 1858[42].

- Le vieux puits, qui date de l'Âge du bronze[43]

- Le Lavoir, sur la route de Longeville-sur-Mer[44].

La pierre branlante de la Cornetière  Classé MH (1889), identifiée comme mégalithe au XIXe siècle , est en fait une pierre naturelle.

### Personnalités liées à la commune
- Georges Clemenceau (1841-1929), homme d'État français, président du Conseil de 1906 à 1909 puis de 1917 à 1920, a résidé au Château de la Guignardière dans les dernières années de sa vie[46].

## Pour approfondir